# Zephyria
Zephyria és una característica d'albedo a la superfície de Mart, localitzada amb el sistema de coordenades planetocèntriques a 0 ° latitud N i 165 ° longitud E. El nom va ser aprovat per la UAI l'any 1958 i fa referència a la terra del Cèfir, vent que bufa de ponent.